# ويليرفال
ويليرفال (بالفرنسية: Willerval)‏ هي بلدية تقع في إقليم باد كاليه من منطقة نور با دو كاليه في شمال فرنسا. تبلغ مساحة هذه المدينة 4.05 (كم²)، وترتفع عن سطح البحر 76 م، يبلغ عدد سكانها 626 نسمة حسب إحصاء المعهد الوطني للإحصاء والدراسات الاقتصادية سنة 2009 م. وترأس Sylvie Gorin البلدية خلال فترة (2008-2014).